# 혼덴정
혼덴정(本田町)은 도쿄부 미나미카쓰시카군에 존재했던 정이다. 현재의 가쓰시카구의 서부에 해당한다.

## 역사
- 1889년 5월 1일, 정촌제 시행에 수반해 다테이시촌(立石村)이 성립하였다.
- 1890년 5월 10일, 다테이시촌이 혼덴촌(本田村)으로 개칭되었다.
- 1914년 4월 1일, 아라강 방수로 공사로 아라강 이북의 오키촌 부분을 편입했다.
- 1928년 3월 1일, 혼덴촌이 혼덴정(本田町)이 되었다.
- 1932년 10월 1일, 미나미카쓰시카군 전역이 도쿄시에 편입되면서, 혼덴정 지역은 가쓰시카구로 되었다.

## 교통

### 철도
- 게이세이 전철
  - 게이세이 오시아게선
  - 게이세이 본선